# Зимна светлина
„Зимна светлина“ (на шведски: Nattvardsgästerna) е шведски драматичен филм от 1963 година на режисьора Ингмар Бергман. Главните роли се изпълняват от Ингрид Тюлин, Гунар Бьорнстранд и Макс фон Сюдов.

## Сюжет
Действието на филма се развива в рамките на един ден.
Свещеникът живееше със съпругата си, той беше щастлив, поддържаше в него несигурна вяра в Бога. Той дори започна да проповядва своите учения и хората му повярваха. Но тогава жена му умря, а Томас бил оставен на практика сам, неспособен да помогне на енориашите, тъй като самият той не бил сигурен в нищо.
Учителката Марта го обича, иска да се доближи до него и да се грижи за него като дете. Но Томас все още е същият, никой не се нуждае от него, той е загубил вяра в Бога. През този ден той ще трябва да си възвърне вярата. Във финала на филма в полупразна църква, за първи път от много години, казва молитва на Бога, а не на събранието.

## В ролите
| Изпълнител        | Роля                             |
| ----------------- | -------------------------------- |
| Ингрид Тюлин      | Марта Лундберг, учителка         |
| Гунар Бьорнстранд | Томас Ериксон, пастор            |
| Макс фон Сюдов    | Йонас Персон                     |
| Гюнел Линдблум    | Карин Персон                     |
| Колбьорн Кнудсен  | Кнут Аронсон, церковен настоятел |
| Алан Едвал        | Алгот Фрьовик, дякон             |
| Улоф Тунберг      | Фредрик Блум, органист           |
| Елза Ебесен       | Магдалена Ледфорс, вдовица       |